# Krassbach
Der Krassbach ist ein Bach in den Gemeinden Oberlienz, Ainet und Schlaiten (Bezirk Lienz). Er entspringt an der Nordseite der Villgratner Berge und mündet bei Plone in die Isel.

## Verlauf
Der Krassbach entspringt an den Nordabhängen zwischen Schönbergspitze, Hinterer Lavantspitze und Vorderer Lavantspitze in den Villgratner Bergen aus mehreren Quellarmen, die sich östlich der Laschkitzhütte vereinen. Er fließt in der Folge in nordöstlicher Richtung und nimmt rasch linksseitig weitere Quellbäche auf, die südlich der Petoggalm entspringen. Im Mittellauf fließt der Krassbach durch bewaldete Schluchten, bevor er zwischen Innerkrass und Außerkrass besiedeltes Gebiet erreicht. Im Unterlauf vollzieht der Krassbach einen Bogen um die Ortschaft Plone, bevor er nordöstlich dieser Ortschaft rechtsseitig in die Isel mündet. Während der Quellbereich des Krassbachs im Gemeindegebiet von Oberlienz liegt, fließt der Krassbach über weite Strecken im Grenzbereich zwischen den Gemeinden Schlaiten und Oberlienz. Lediglich das Mündungsgebiet des Krassbachs liegt in der Gemeinde Ainet.